# Pomacentrus vaiuli
Pomacentrus vaiuli är en fiskart som beskrevs av Jordan och Seale, 1906. Pomacentrus vaiuli ingår i släktet Pomacentrus och familjen Pomacentridae. Inga underarter finns listade i Catalogue of Life.